# Qian Qichen
Qian Qichen (cinese tradizionale 錢其琛, cinese semplificato 钱其琛; Tientsin, 5 gennaio 1928 – Pechino, 9 maggio 2017) è stato un diplomatico e politico cinese, Ministro degli affari esteri dal 1988 al 1998.
Svolse un ruolo fondamentale nel dare forma e sostanza alla politica estera cinese durante l'amministrazione di Jiang Zemin, e fu figura chiave nel ritorno di Hong Kong e Macao sotto la sovranità della Repubblica Popolare Cinese. Negli anni ottanta fu a capo dei negoziati con l'Unione Sovietica, culminati con la definizione dei confini tra i due Stati. Dopo la sanguinosa protesta di piazza Tienanmen nel 1989 fu strumentale nella normalizzazione dei rapporti tra Cina ed Occidente.

## Biografia
Nacque a Tientsin il 5 gennaio 1928, all'interno di una numerosa famiglia originaria del distretto di Jiading. Era un discendente di Qian Daxin, funzionario-letterato della dinastia Qing nel XVIII secolo.
Dal 1942 al 1945 frequentò l'Utopia University High School di Shanghai. Appena quattordicenne, si unì segretamente al Partito Comunista Cinese. Dal 1945 al 1949 lavorò per il quotidiano Ta Kung Pao. Dopo la nascita della Repubblica Popolare Cinese nel 1949 divenne membro del comitato e segretario della Lega della Gioventù Comunista Cinese, operando nei distretti di Xuhui, Changning e Yangpu.
Più tardi andò a Mosca per studiare alla Scuola Centrale di Komsomol, dal 1954 al 1955, e successivamente iniziò a lavorare come diplomatico. Più tardi ricoprì svariate posizioni all'interno dell'ambasciata cinese.
Nel corso della grande rivoluzione culturale fu perseguitato e mandato in un campo di lavoro forzato, dove rimase dal 1966 al 1972. Dopo la sua riabilitazione, ricoprì l'incarico di ambasciatore in Guinea (1974–76) e Guinea-Bissau (1974–75). A partire dal 1977 lavorò per il ministero degli affari esteri, divenendo vice ministro dal 1982 al 1988 ed infine ministro dal 1988 al 1998. Fu inoltre vice premier dal 1993 sino al suo ritiro dalla politica avvenuto nel 2003.
Come Ministro degli affari esteri svolse un ruolo importante nel dare forma alla politica estera di Jiang Zemin, ed ebbe un ruolo chiave nel ritorno di Hong Kong e Macao sotto la sovranità della Repubblica Popolare Cinese. Negli anni ottanta fu a capo dei negoziati con l'Unione Sovietica, culminati nella regolazione dei confini tra i due Stati. A seguito del deterioramento dei rapporti tra Cina ed Occidente per via della sanguinosa protesta di piazza Tienanmen, fu un importante mediatore nel processo di riconciliazione. Nel 1991 divenne il primo diplomatico cinese ad assistere a un vertice dell'ASEAN, quando prese parte ad un incontro tra ministri degli esteri in Malaysia. Si trattò della prima volta in cui la Repubblica Popolare Cinese riconosceva ufficialmente l'ASEAN come istituzione e pose le basi per future cooperazioni tra Cina e paesi limitrofi.
Fu membro titolare dal 12º al 15º comitato centrale del Partito Comunista Cinese, nonché componente del 14º e 15º ufficio politico del Partito Comunista Cinese.